# داني ريس
داني ريس (بالإنجليزية: Danny Reece)‏ هو لاعب كرة قدم أمريكية أمريكي، ولد في 28 يناير 1955 في سان بدروس ‏ في الولايات المتحدة.

## وصلات خارجية
- داني ريس على موقع مرجع كرة القدم المحترفة.كوم (الإنجليزية)